# Kera Tamara
Kera Tamara (bugarski: Кера Тамара; turski: Tamara Hatun = „gospa Tamara”) bila je bugarska princeza iz dinastije Šišman.

## Biografija

### Podrijetlo i prvi brak
Nije poznato kada je točno Tamara rođena, ali je to bilo oko 1340. god. Njezini su roditelji bili car Bugarske Ivan Aleksandar i njegova druga supruga, carica Sara Teodora. Tamarina je sestra bila Keraca Marija, bizantska carica.
Tamarin je prvi muž bio neki despot Konstantin, čije je podrijetlo nepoznato.

### Drugi brak
Nakon smrti Tamarinog oca, Tamarin brat Ivan Šišman je došao na bugarsko prijestolje. Osmanski sultan Murat I. zatražio je Tamaru za ženu kako bi mir između Bugarske i Osmanskog Carstva potrajao. Tamara je bila poznata po ljepoti, a već je ionako bila udovica. Caru Ivanu se sultanova želja nije svidjela. Ipak, godine 1378., car je svoju sestru predao sultanu Muratu, koji je smjestio Tamaru u svoj harem u Bursi. Tamara, koja je bila kršćanka, nije htjela prijeći na islam.

## Pokop
Kera Tamara je pokopana u grobnici u Bursi, koja je danas poznata kao „grobnica bugarske carice Marije”.